# ابن الغرس
أبو اليسر محمد بن محمد بن خليل (833 هـ - 894 هـ) المعروف بابن الغرس من أهل القاهرة. فقيه وأصولي حنفي.

## سيرته
قرأ القرآن وأكمل حفظه وهو ابن تسع سنوات. اشتغل في الفقه على كل من: ابن الديري وابن الهمام وأبي العباس السرسي. حج وجاور مكة غير مرة، وأقرأ الطلبة بمكة. عُرف بمزيد الذكاء. من تصانيفه: كتاب الفواكه البدرية في الافضية الحكمية٬ وكتاب حاشية علي شرح التفتازاني للعقائد النفسية وكتاب في أدب القضاء.